# Silleruds församling
Silleruds församling är en församling i Nordmarkens pastorat i Västra Värmlands kontrakt i Karlstads stift i Svenska kyrkan. Församlingen ligger i Årjängs kommun i Värmlands län.

## Administrativ historik
Församlingen har medeltida ursprung.
Församlingen var till 1609 annexförsamling i pastoratet Gillberga, Långserud och Sillerud, för att därefter från 1609 till 2014 utgöra ett eget pastorat. Från 2014 ingår församlingen i Nordmarkens pastorat.

## Organister
| Period    | Namn                    | Levnadstid | Övrigt   |
| --------- | ----------------------- | ---------- | -------- |
| 1744-1776 | Johan Gottlieb Schnewis | 1720-1776  | Organist |

## Kyrkor
- Silleruds kyrka